# Hendrik I van Vianden
Hendrik I van Vianden (1210 - 1252), bijgenaamd de Zonnegraaf, was graaf van Vianden en resideerde in het kasteel van Vianden. Onder zijn heerschappij bereikte het graafschap haar grootste aanzien. Hij wordt beschouwd als het meest opvallende lid van het huis van de graven van Vianden.
Hij was rond 1217 met Margaretha van Courtenay, markgravin van Namen, getrouwd, een edelvrouw met keizers en koningen onder haar voorouders. Hij was de iure uxoris (uit rechte van zijn echtgenote) van 1229 tot 1237 ook markgraaf van Namen. Dit huwelijk is bovendien een bewijs van het hoog aanzien dat de graven van Vianden in die tijd genoten.
Rond het jaar 1228 schonk hij het landgoed Roth, dat een kasteeltje met een Romaans kerkje en omvangrijke landerijen omvatte, aan de Orde van de Tempeliers.
Hij stichtte in 1248 samen met zijn vrouw het klooster van de Trinitariërs in Vianden. Hij nam vervolgens van 1248 tot 1250 aan de zijde van de Franse koning Lodewijk IX deel aan de Zevende Kruistocht.
Hendrik was de vader van latere bisschop Hendrik van Vianden, die de eerste steen van de Dom van Utrecht legde, en de oom van aartsbisschop Koenraad van Hochstaden, die de eerste steen van de Dom van Keulen legde. Zijn dochter, Yolande van Vianden, trad toen ze nog erg jong was tegen de wil van de vader in het klooster in, en wordt tot op de dag van vandaag in Vianden als een Zalige vereerd.
Na zijn dood werd Vianden in 1264 door erfeniskwesties een Luxemburgs leen.